# Elephant Butte (Utah)
Pour les articles homonymes, voir Elephant Butte.
Elephant Butte est un sommet montagneux américain dans le comté de Grand, dans l'Utah. Il atteint 1 723 mètres d'altitude sur le plateau du Colorado. Il est protégé au sein du parc national des Arches, dont il est le point culminant.
À la base de la montagne se trouvent de nombreuses formations rocheuses remarquables, parmi lesquelles des arches naturelles telles que la Double Arch, au sud.